# Ambajja
Ambajja (arab. أمبيا) – wieś w Syrii, w muhafazie Damaszek. W 2004 roku liczyła 412 mieszkańców.